# Cantone di Rhôny-Vidourle
Il Cantone di Rhôny-Vidourle era una divisione amministrativa dell'arrondissement di Nîmes.
A seguito della riforma approvata con decreto del 24 febbraio 2014, che ha avuto attuazione dopo le elezioni dipartimentali del 2015, è stato soppresso.

## Composizione
Comprendeva i comuni di:
- Aimargues
- Le Cailar
- Codognan
- Gallargues-le-Montueux
- Mus
- Uchaud
- Vergèze
- Vestric-et-Candiac